# Metade de Mim
"Metade de Mim" é uma canção da cantora pop brasileira Wanessa Camargo, presente em seu primeiro álbum ao vivo, Transparente Ao Vivo, lançado em 2004. A faixa foi trabalhada como segundo single do álbum, sendo lançada em 28 de agosto de 2004.

## Desenvolvimento
Originalmente a faixa foi composta em língua inglesa pelos músicos estadunidenses Jason Deere, Alexa Falk e Natalee Fal sob o título "Hard to Let Go". Posteriormente foi comprada pela Sony BMG, que buscava canções inéditas para incluir durante a produção do primeiro álbum ao vivo de Wanessa e, a pedido da gravadora, teve a composição adaptada para língua portuguesa por Carlos Colla e César Lemos para que fizesse parte do disco, ganhando o título de "Metade de Mim". A faixa foi trabalhada como segundo single do álbum, sendo lançada em 28 de agosto de 2004.

## Desempenho nas paradas
"Metade de Mim" estreou no ranking das canções mais executadas nas rádios brasileiras no período de 26 a 30 de agosto de 2004 na posição de número 5, posição que se tornou o seu pico. A canção permaneceu por mais quatro semanas entre as mais tocadas, encerrando na posição de número oito.

## Videoclipe
O videoclipe foi dirigido por Pietro Sargenteli. O modelo Roque Arrais estrelou o vídeo como o namorado da cantora na história.

## Lista de faixas
Download digital
1. "Metade de Mim" - 3:33

## Histórico de lançamento
| País   | Data                 | Formato(s) | Gravadora |
| ------ | -------------------- | ---------- | --------- |
| Brasil | 28 de agosto de 2004 | Airplay    | Sony BMG  |

## Prêmios e indicações
| Ano  | Prêmio                 | Categoria            | Resultado |
| ---- | ---------------------- | -------------------- | --------- |
| 2005 | MTV Video Music Brasil | Escolha da Audiência | Indicado  |